# دکترین مونرو

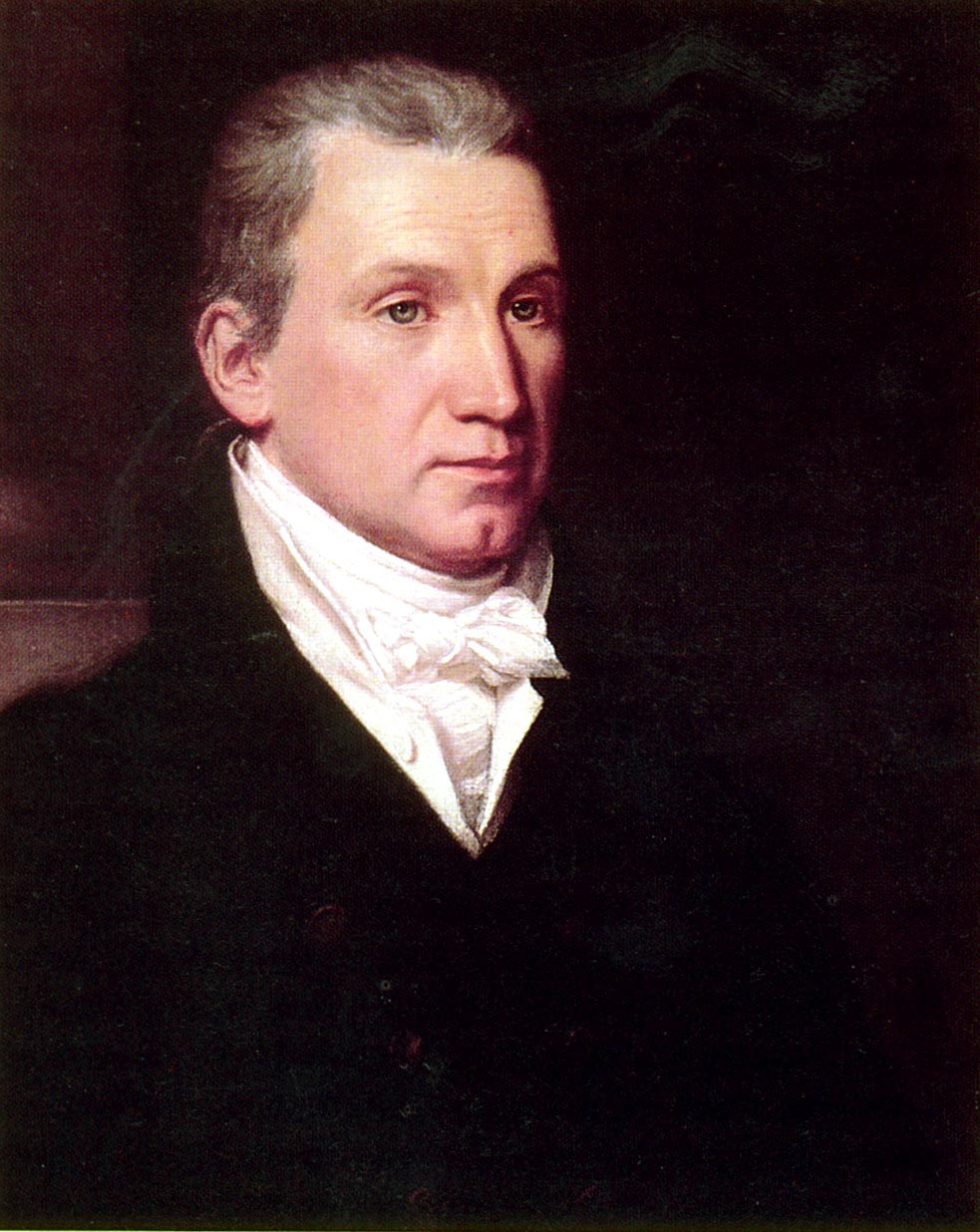
جیمز مونرو

دکترین مونرو (به انگلیسی: Monroe Doctorine) یک دکترین سیاسی آمریکایی بود که در ۲ دسامبر ۱۸۲۳ توسط جیمز مونرو رئیس‌جمهور وقت آمریکا اعلام شد. این دکترین مخالف استعمار یا دخالت قدرتهای اروپایی در کشورهای تازه استقلال یافتهٔ قاره آمریکا بود. بر اساس این دکترین، دولت ایالات متحده آمریکا تصمیم گرفت که از دخالت در جنگ‌های بین قدرت‌های اروپایی و مستعمرات آن‌ها خودداری، و وقوع جنگ یا فعالیت استعماری در قاره آمریکا را به عنوان حرکتی خصمانه تلقی کند.
در جنگ آمریکا علیه اسپانیا در سال ۱۸۹۸ دکترین مونرو به اوج رسید، اما وودرو ویلسون با وارد کردن آمریکا به جنگ جهانی اول خط بطلانی بر این دکترین کشید.
رئیس‌جمهور جیمز مونرو برای اولین بار این دکترین را در ۲ دسامبر ۱۸۲۳ در جریان هفتمین سخنرانی سالانه خود درباره وضعیت کشور به کنگره مطرح کرد (اگرچه این دکترین تا سال ۱۸۵۰ به نام او نام‌گذاری نشد). در آن زمان تقریباً تمامی مستعمرات اسپانیایی در قاره آمریکا یا به استقلال دست یافته بودند یا در آستانه استقلال بودند. مونرو اظهار داشت که دنیای جدید و دنیای قدیم باید به‌طور متمایز به‌عنوان حوزه‌های نفوذ جداگانه باقی بمانند و بنابراین تلاش‌های بیشتر قدرت‌های اروپایی برای کنترل یا نفوذ در کشورهای مستقل این منطقه به‌عنوان تهدیدی برای امنیت ایالات متحده تلقی خواهد شد. در عوض ایالات متحده آمریکا مستعمرات موجود اروپایی را به رسمیت می‌شناخت و در امور داخلی کشورهای اروپایی دخالت نمی‌کرد.
از آنجا که ایالات متحده در زمان اعلام این دکترین فاقد نیروی دریایی و ارتش قابل‌اعتنا بود، قدرت‌های استعماری عمدتاً آن را نادیده گرفتند. در حالی که این دکترین تا حدی توسط بریتانیا که از آن به‌عنوان فرصتی برای اجرای سیاست صلح بریتانیا (Pax Britannica) استفاده کرد، اجرا شد، اما در طول قرن نوزدهم بارها به‌ویژه در مداخله دوم فرانسه در مکزیک نقض شد. با این حال تا اوایل قرن بیستم، ایالات متحده توانست خود این دکترین را به‌طور موفقیت‌آمیز اجرا کند، و به‌عنوان لحظه‌ای تعیین‌کننده در سیاست خارجی ایالات متحده و یکی از اصول پایدار آن تلقی شد. هدف و اثر این دکترین بیش از یک قرن با تغییرات جزئی باقی ماند و توسط بسیاری از سیاستمداران آمریکایی و چندین رئیس‌جمهور از جمله یولیسیز سایمن گرانت، تئودور روزولت، جان اف. کندی، و رونالد ریگان مطرح شد.
دکترین مونرو پس از سال ۱۸۹۸ توسط حقوقدانان و روشنفکران به‌عنوان ترویج چندجانبه‌گرایی و عدم مداخله بازتعریف شد. در سال ۱۹۳۳ تحت ریاست‌جمهوری فرانکلین دی. روزولت، ایالات متحده این تفسیر جدید را به‌ویژه از طریق تأسیس سازمان کشورهای آمریکایی تأیید کرد. تا قرن بیست و یکم این دکترین همچنان به‌طور متغیر محکوم بازگردانده یا بازتعریف می‌شود.

## نوشتارهای مرتبط
- دیپلماسی دلار
- جنگ آمریکا و اسپانیا
- کانال پاناما